# Руф от Ефес
Вижте пояснителната страница за други личности с името Руф.
Руф от Ефес (на латински: Rufus von Ephesos; Rufus Ephesius, на гръцки: Ῥοῦθος) е древногръцки лекар и медицински писател от Ефес в Мала Азия по времето на Римската империя и император Траян през 1 и 2 век.
Руф е автор на множество произведения по медицински теми, които отчасти са се загубили. Запазени са само някои от произведенията му за човешките части (анатомия), за патология, урология, както и за заболяванията на костите (Arthropathia), за учението за пулса и анамнезата.
Руф е заедно със Соран от Ефес един от най-значимите лекари по своето време.

## Преводи
- Robert Ritter v. Töply: Anatomische Werke des Rhuphos und Galenos. Anatomische Hefte. 1; 25, 2, [2], S. 345 – 472.
- Hans Gärtner: Die Fragen des Arztes an den Kranken. Akademie-Verlag, Berlin 1962.
- Alexander Sideras: Über die Nieren- und Blasenleiden. Akademie-Verlag, Berlin 1977.
- Manfred Ullmann: Krankenjournale. Harrassowitz, Wiesbaden 1978, ISBN 3-447-01966-2.
- Manfred Ullmann: Die Schrift des Rufus von Ephesos über die Gelbsucht in arabischer und lateinischer Übersetzung. Göttingen 1983
- Jutta Kollesch, Diethard Nickel: Antike Heilkunst – Ausgewählte Texte. Reclam, Stuttgart 2007, ISBN 978-3-15-009305-4.